# Richard Bukacki
Richard Bukacki, né le 23 mai 1946 à Axel et mort le 12 janvier 2024, est un coureur cycliste néerlandais, actif des années 1960 à 1980.

## Biographie
Richard Bukacki naît en mai 1946 à Axel, une ville située dans la province de la Zélande (Pays-Bas). Son père est d'origine polonaise. 
Il passe professionnel en juillet 1968 et le reste jusqu'en 1982. Bon sprinteur, il se distingue principalement dans des kermesses et critériums belges en obtenant une trentaine de victoires. Il brille par ailleurs sur l'édition 1969 du Tour d'Espagne en terminant deuxième de la première étape, puis troisième le lendemain. Malgré ses performances, il n'a jamais été sélectionné en équipe nationale chez les professionnels.
Richard Bukacki meurt le 12 janvier 2024 à l’âge de 77 ans,.

## Palmarès et résultats

### Palmarès par année
- 1967
  - 3e du championnat des Pays-Bas des militaires
- 1968
  - 3e de Bruxelles-Opwijk
- 1969
  - 3e du Circuit des bords flamands de l'Escaut
  - 3e du Grote Prijs Dr. Eugeen Roggeman
- 1970
  - Prologue de Paris-Nice (contre-la-montre par équipes)
  - 2e du Grote Prijs Dr. Eugeen Roggeman
- 1972
  - 2e du Circuit de Flandre orientale
  - 2e de Kessel-Lier
  - 3e du Circuit des Trois Provinces (Avelgem)
  - 3e du Grand Prix Betekom
  - 3e de la Gullegem Koerse
- 1973
  - 3e de la Flèche halloise
- 1974
  - 3e du Circuit des bords flamands de l'Escaut
- 1975
  - Omloop van het Zuidwesten
  - Gullegem Koerse
- 1976
  - Fleche Campinoise
  - 3e du Circuit Escaut-Durme
- 1977
  - Omloop van de Westkust
  - Circuit Escaut-Durme
- 1979
  - 3e de l'Omloop van de Westkust
- 1980
  - Grand Prix Raf Jonckheere
- 1981
  - Circuit de Neeroeteren
  - 12e étape du Rapport Toer

### Résultats sur les grands tours

#### Tour d'Espagne
1 participation
- 1969 : abandon (8e étape)